# Mönsterås (comune)
Mönsterås è un comune svedese di 12 957 abitanti, situato nella contea di Kalmar. Il suo capoluogo è la cittadina omonima.

## Località
Nel territorio comunale dopo la riforma delle aree urbane del 31 dicembre 2015 sono comprese le seguenti aree urbane (tätort):
| # | Località     | Popolazione |
| - | ------------ | ----------- |
| 1 | Mönsterås    | 4 998       |
| 2 | Blomstermåla | 2 380       |
| 3 | Timmernabben | 1 357       |
| 4 | Fliseryd     | 716         |
| 5 | Oknö         | 393         |